# Übergabe (Sachenrecht)
Unter Übergabe einer Sache versteht die Rechtswissenschaft den einvernehmlichen Wechsel im Besitz durch Einräumung des unmittelbaren Besitzes vom bisherigen an den neuen Besitzer.

## Allgemeines
Die körperliche Übergabe ist ein Realakt, der dem neuen Besitzer die tatsächliche Gewalt über die Sache verschafft und von einem übereinstimmenden Besitzübertragungswillen des Übergebenden und dem Besitzbegründungswillen des neuen Besitzers begleitet wird. Die körperliche Übergabe ist mithin kein Rechtsgeschäft, so dass eine Stellvertretung nicht möglich und Geschäftsfähigkeit nicht erforderlich ist. Das trifft sowohl auf den die Sache Übergebenden als auch den Übernehmenden zu. Auch Realakte führen daher zu Rechtsfolgen, die kraft Gesetzes eintreten.
In der Rechtswissenschaft kann einem die Übergabe in zweierlei Form begegnen. Zum einen als Pflicht eines entsprechenden schuldrechtlichen oder dinglichen Anspruchs. Zum anderen als Wirksamkeitsvoraussetzung bestimmter Verfügungen.

## Übergabe als Pflicht
Ist jemand zur Übergabe einer Sache verpflichtet, schuldet er die Einräumung des unmittelbaren Besitzes. Eine solche Pflicht ergibt sich häufig aus einem schuldrechtlichen Vertrag. So zum Beispiel, wenn sich der Verkäufer in einem Kaufvertrag dazu verpflichtet, dem Käufer die Kaufsache nicht nur zu übereignen, sondern auch zu übergeben (vgl. § 433 BGB). Oder sich der Vermieter in einem Mietvertrag dazu verpflichtet, dem Mieter die Mietsache in einem zum vertragsgemäßen Gebrauch geeigneten Zustand zu übergeben, damit dieser die Sache nutzen kann (vgl. § 535 Abs. 1 BGB).
Eine Pflicht zur Übergabe kann sich aber auch aus einem dinglichen Anspruch ergeben. So ist zum Beispiel der rechtsgrundlose Besitzer einer Sache verpflichtet, diese dem Eigentümer zu übergeben (Eigentumsherausgabeanspruch).

## Übergabe als Wirksamkeitsvoraussetzung bestimmter Verfügungen
Die Übergabe stellt für eine Reihe von Verfügungen eine Wirksamkeitsvoraussetzung dar. Dies gilt aufgrund des Publizitätsprinzips, wonach die dingliche Rechtslage jederzeit und nach außen für jedermann erkennbar sein muss, besonders für die Übertragung oder Bestellung von dinglichen Rechten an beweglichen Sachen (z. B. bei der Übertragung des Eigentums, oder der Bestellung oder Übertragung eines Pfandrechts).

### Übereignung beweglicher Sachen
Die wirksame Übereignung einer beweglichen Sache setzt neben der Einigung zwischen Veräußerer und Erwerber über den Eigentumsübergang auch die Übergabe der zu übereignenden Sache voraus (vgl. § 929). Als Publizitätsakt verlangt die Übergabe im Rahmen der Übereignung nicht nur, dass dem Eigentumserwerber irgendeiner Form des Besitzes eingeräumt wird, sondern auch, dass der Veräußerer sich jeder Form des Besitzes begibt.

#### Übereignung mit Übergabe
Regelfall ist die Übergabe einer Sache durch Einräumung des unmittelbaren Besitzes vom bisherigen an den neuen Besitzer (Traditionsprinzip; vgl. § 929 Satz 1 BGB).

#### Übereignung ohne Übergabe
Auf eine Übergabe kann ausnahmsweise verzichtet werden, wenn sich der Erwerber bereits – sei es rechtmäßig oder durch verbotene Eigenmacht – im Besitz der Sache befindet. Es handelt sich um eine Sonderform der Übereignung, die so genannte traditio brevi manu (vgl. § 929 Satz 2 BGB).

#### Übergabesurrogate
Auf eine Übergabe kann ausnahmsweise auch verzichtet werden, wenn sie durch eines der gesetzlich vorgesehenen Übergabesurrogate (auch Übergabeersatz genannt) ersetzt wird. Dann soll entweder der Veräußerer oder ein Dritter unmittelbarer Besitzer der Sache bleiben. Als Übergabe gilt auch das Übergabesurrogat, wenn der Veräußerer keinen Besitz hat und den unmittelbaren Besitzer anweist, dem Erwerber den unmittelbaren Besitz zu verschaffen und der unmittelbare Besitzer dies tut (so genannter Geheißerwerb).
Übergabesurrogate sind die
- Vereinbarung eines Besitzkonstituts (§ 930), wenn der Veräußerer unmittelbarer Besitzer der Sache bleiben und der Erwerber mittelbaren Besitz erlangen soll oder
- Abtretung des Herausgabeanspruchs (§ 931), wenn ein Dritter unmittelbarer Besitzer bleiben und der Erwerber mittelbarer Besitzer werden soll.

Diese Fallgestaltungen kommen insbesondere bei Kreditsicherheiten wie der Sicherungsübereignung von Kraftfahrzeugen und der Sicherungsübereignung von sonstigen Gegenständen vor.

#### Rechtsfolgen
Die Übergabe von Sachen sorgt im Sachenrecht für die notwendige Publizität und schafft für Dritte den – widerlegbaren – Rechtsschein, dass der Besitzer einer Sache auch ihr Eigentümer sei (§ 1006 Abs. 1 BGB). Das gilt allerdings nicht, wenn die Sache dem früheren Besitzer gestohlen worden, verloren gegangen oder sonst abhandengekommen ist (§ 1006 Abs. 1 Satz 2 BGB). Hiervon gibt es wiederum drei Ausnahmen, denn Geld, Inhaberpapiere und auf öffentlichen Versteigerungen erworbene Sachen können jederzeit gutgläubig erworben werden (§ 935 Abs. 2 BGB). Bei Übergabesurrogaten wird dieses Publizitätsprinzip durchbrochen, da der unmittelbare Besitzer nicht der Eigentümer der Sachen ist.

### Übertragung von Wertpapieren
Die Übergabe spielt für den Rechtsübergang von den in Wertpapieren verbrieften Vermögensrechten eine entscheidende Rolle. Die Rechte aus Inhaberpapieren (Inhaberschecks, Inhaberaktien, Inhaberschuldverschreibungen) werden durch Einigung und Übergabe des Inhaberpapiers an den Erwerber übertragen. Bei Orderpapieren (Orderscheck, Wechsel, Zwischenschein und Namensaktie als „geborene“ Orderpapiere; (Transport)Versicherungspolice, Ladeschein, (Order-)Lagerschein, kaufmännischer Verpflichtungsschein, kaufmännische Anweisung sowie Konnossement als „gekorene“ Orderpapiere) ist daneben noch ein Indossament auf dem Orderpapier für seine rechtswirksame Übertragung erforderlich. Namenspapiere (Sparbuch, Versicherungsschein und Hypotheken-, Grundschuld- und Rentenschuldbrief) bedürfen neben Einigung und Übergabe noch einer Abtretung des darin verbrieften Anspruchs, denn „das Recht am Papier folgt dem Recht aus dem Papier“. Bei Namenspapieren besitzt die Übergabe lediglich deklaratorische Wirkung, der eigentliche Rechtsübergang (konstitutive Wirkung) erfolgt durch die Abtretung.

### Übereignung von Grundstücken und anderen Immobilien
Auch wenn das deutsche Recht keine grundlegende sachenrechtliche Unterscheidung zwischen Immobilien und Fahrnis kennt, vollzieht sich die Übereignung eines Grundstücks oder einer Immobilie nicht durch Übergabe, sondern durch Auflassung (§ 925 BGB) und Eintragung ins Grundbuch (§ 873 BGB).